# Rio Brebu (Doftana)
O Rio Brebu é um rio da Romênia afluente do Rio Doftana, localizado no distrito de Prahova.